# Aenne Pahl

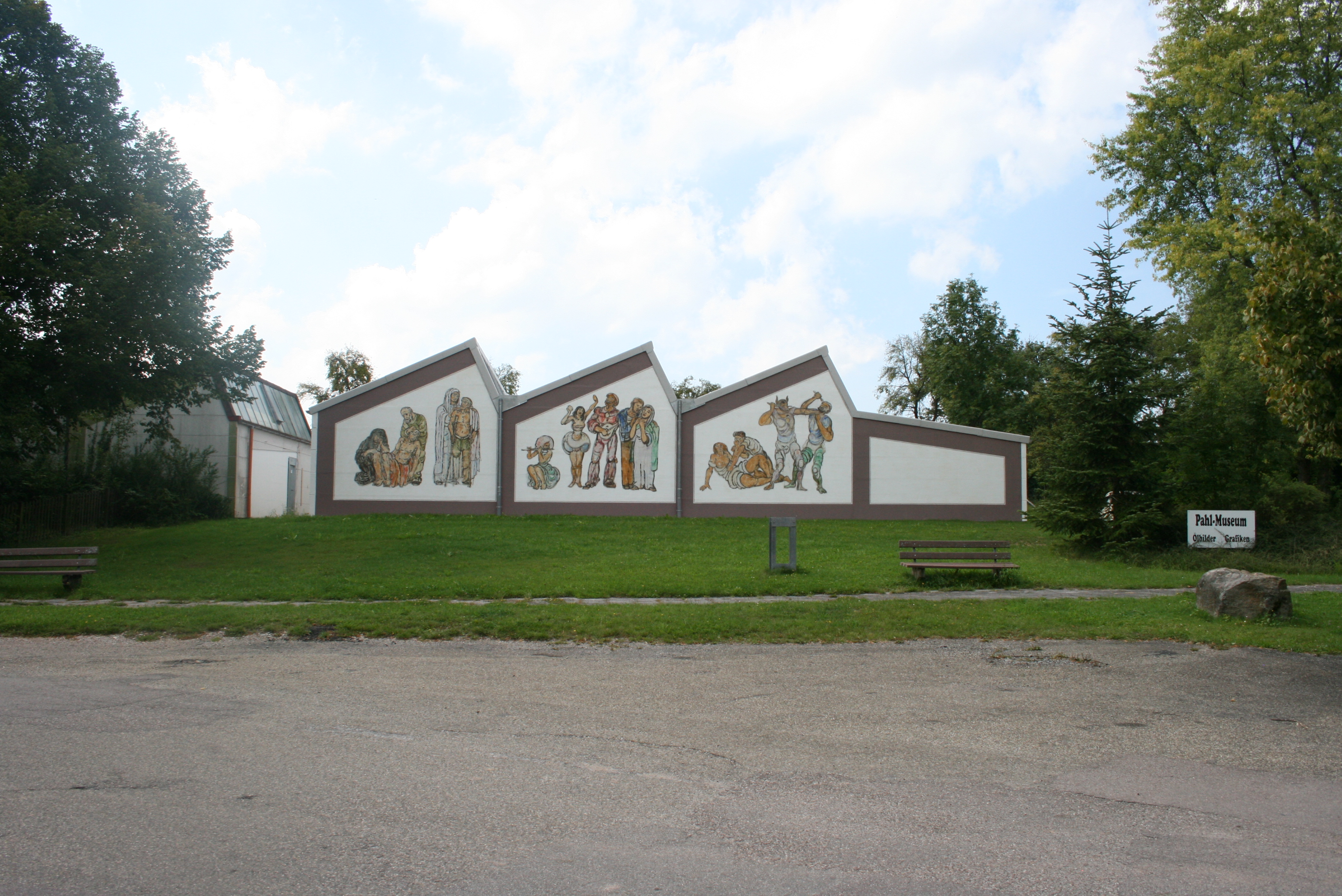
Das Pahl-Museum in Mainhardt-Gailsbach

Aenne Pahl (* 1. Januar 1896 in Hannover; † Mai 1979 in Stuttgart; Geburtsname Anne Frank) war eine deutsche Malerin.

## Leben und Wirken
Anne Frank wuchs in Hannover als eine von drei Schwestern auf und besuchte ab 1914 die Kunstgewerbeschule Hannover. Ab 1916 nahm sie Privatunterricht bei Carry van Biema, einer Schülerin Adolf Hölzels. 1918 zog Frank nach Stuttgart, nahm zum Hölzel-Kreis Kontakt auf und lernte von Ida Kerkovius. 1919 lernte sie ihren späteren Mann Manfred Pahl kennen, der Meisterschüler bei Hölzel war. Studienreisen führten sie 1925 nach Italien und 1928 nach Paris. 1930 zog die Familie nach Berlin. Ab 1933 galt ein Ausstellungsverbot für das Ehepaar aufgrund der jüdischen Abstammung. 1944 wurde Pahl durch die Gestapo in Potsdam verhaftet und im Jüdischen Krankenhaus in Berlin interniert. Große Teile ihres Werkes wurden durch das kriegsbedingte Bombardement vernichtet. In den 1980er Jahren realisierte ihr Ehemann in Mainhardt-Gailsbach bei Schwäbisch Hall ein eigenes Pahl-Museum, in dem auch ihre Werke ausgestellt sind. Pahl hatte zwei Töchter.